# Ivándárda
Ivándárda is een plaats (község) en gemeente in het Hongaarse comitaat Baranya. Ivándárda telt 255 inwoners (2001).